# Кряка
Кряка (рум. Creaca) — село у повіті Селаж в Румунії. Адміністративний центр комуни Кряка.
Село розташоване на відстані 378 км на північний захід від Бухареста, 13 км на схід від Залеу, 54 км на північний захід від Клуж-Напоки.

## Населення
За даними перепису населення 2002 року у селі проживали 492 особи. Усі жителі села рідною мовою назвали румунську.
Національний склад населення села:
| Національність | Кількість осіб | Відсоток |
| -------------- | -------------- | -------- |
| румуни         | 486            | 98,8%    |
| цигани         | 6              | 1,2%     |